# بخش واشینگتن (شهرستان لیکینگ، اوهایو)
بخش واشینگتن (به انگلیسی: Washington Township) یک منطقهٔ مسکونی در ایالات متحده آمریکا است که در شهرستان لیکینگ، اوهایو واقع شده‌است.
 بخش واشینگتن ۶۱٫۴ کیلومتر مربع مساحت و ۳٬۱۰۹ نفر جمعیت دارد و ۳۰۰ متر بالاتر از سطح دریا واقع شده‌است.